# ایزو (فیلم)
ایزو فیلمی ژاپنی در ژانر فانتزی به کارگردانی تاکاشی میکه است که در سال ۲۰۰۴ منتشر شد. داستان فیلم در مورد یک سامورایی اعدام‌شده در تاریخ به نام اوکادا ایزو (با نقش‌آفرینی کازویا ناکایاما) است که در سفری وجودی در زمان، مکان و ابدیت برای انتقامی خونین سیر می‌کند. ایزو جایزه بهترین جلوه‌های ویژه را در جشنواره فیلم سیتخس برد.

## بازیگران
- کازویا ناکایاما
- تاکشی کیتانو
- کائوری موموئی
- ریوهی ماتسودا
- ماسومی اوکادا
- کن اوگاتا
- رنجی ایشیباشی